# 473 av. J.-C.
Cette page concerne l'année 473 av. J.-C. du calendrier julien proleptique.

## Événements
- 28 juillet : début à Rome du consulat de L. Æmilius Mamercus III et Vopiscus Iulius Iullus[1].
- Grève militaire à Rome, selon Tite-Live : Volero Publilius, un plébéien qui après avoir été centurion refusait de servir comme soldat est saisi par un licteur envoyé par les consuls. Volero s’adresse vainement aux tribuns puis en appelle au peuple, alors que le licteur s’apprête à le dépouiller de ses vêtements et le battre de ses verges. Le licteur est alors jeté dans la foule de ses partisans par Volero. La plèbe se soulève. On insulte les licteurs, on brise leurs faisceaux. Les consuls sont repoussés dans la Curie, et abandonnent leur opération d'enrôlement[1].
- Tarente et Rhégion sont battues par les Iapyges, montagnards des Apennins[2].
- En Chine, le royaume de Wu est détruit par Yue qui s’agrandit ensuite aux dépens de Chu[3].
- En Inde, date possible du premier « concile » bouddhique à Rajagriha[4].

## Décès
- Théron, tyran d'Agrigente.